# Orochelidon murina
La golondrina ventriparda (Orochelidon murina) es una especie de ave paseriforme de la familia Hirundinidae propia de Sudamérica.

## Distribución y hábitat
Se la encuentra en Bolivia, Colombia, Ecuador, Perú y Venezuela. Sus hábitats naturales son los matorrales tropicales o subtropicales a gran altitud, los pastizales tropicales o subtropicales de gran altitud y las tierras de pastoreo.

## Galería

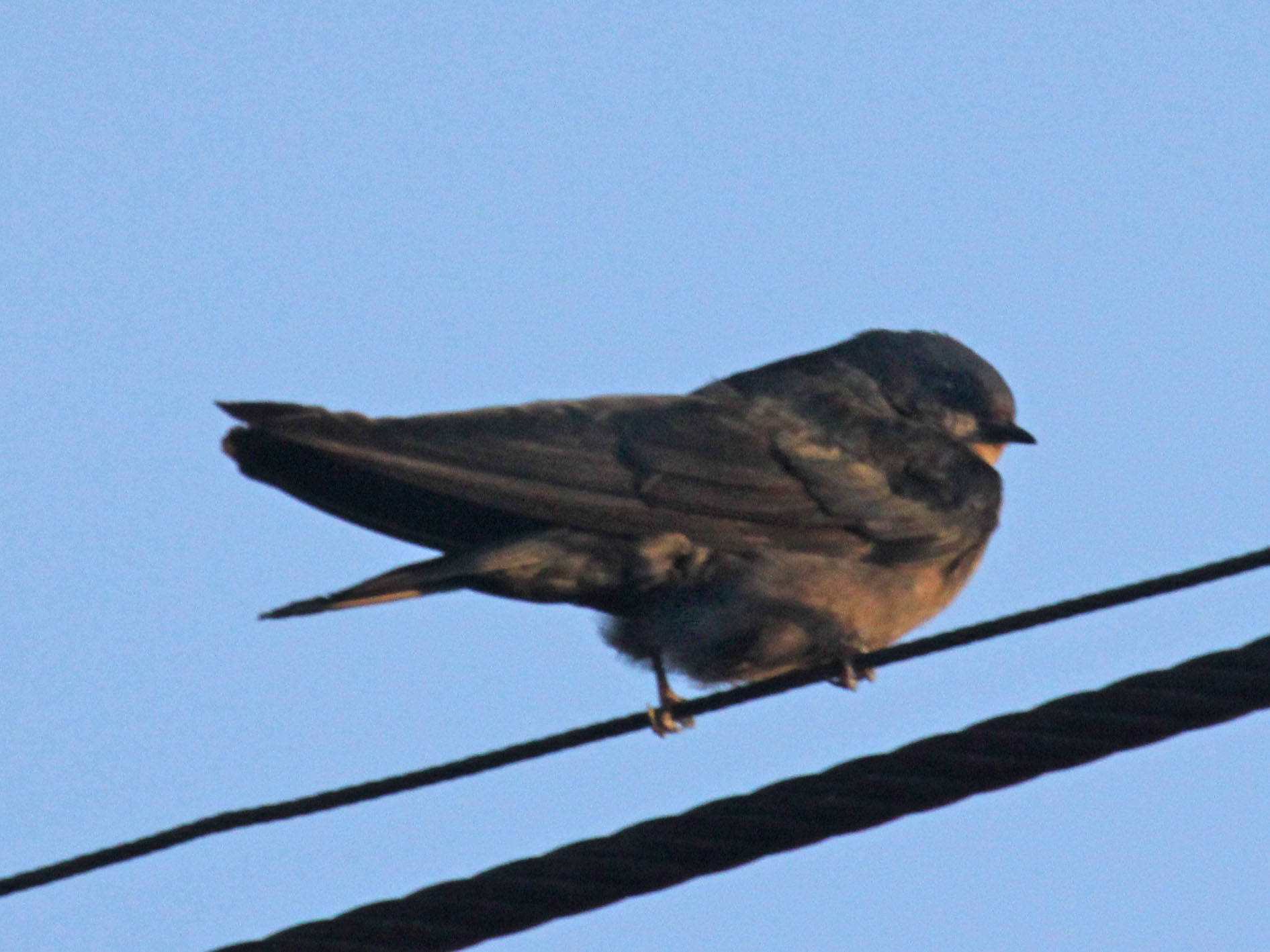
Golondrina ventriparda
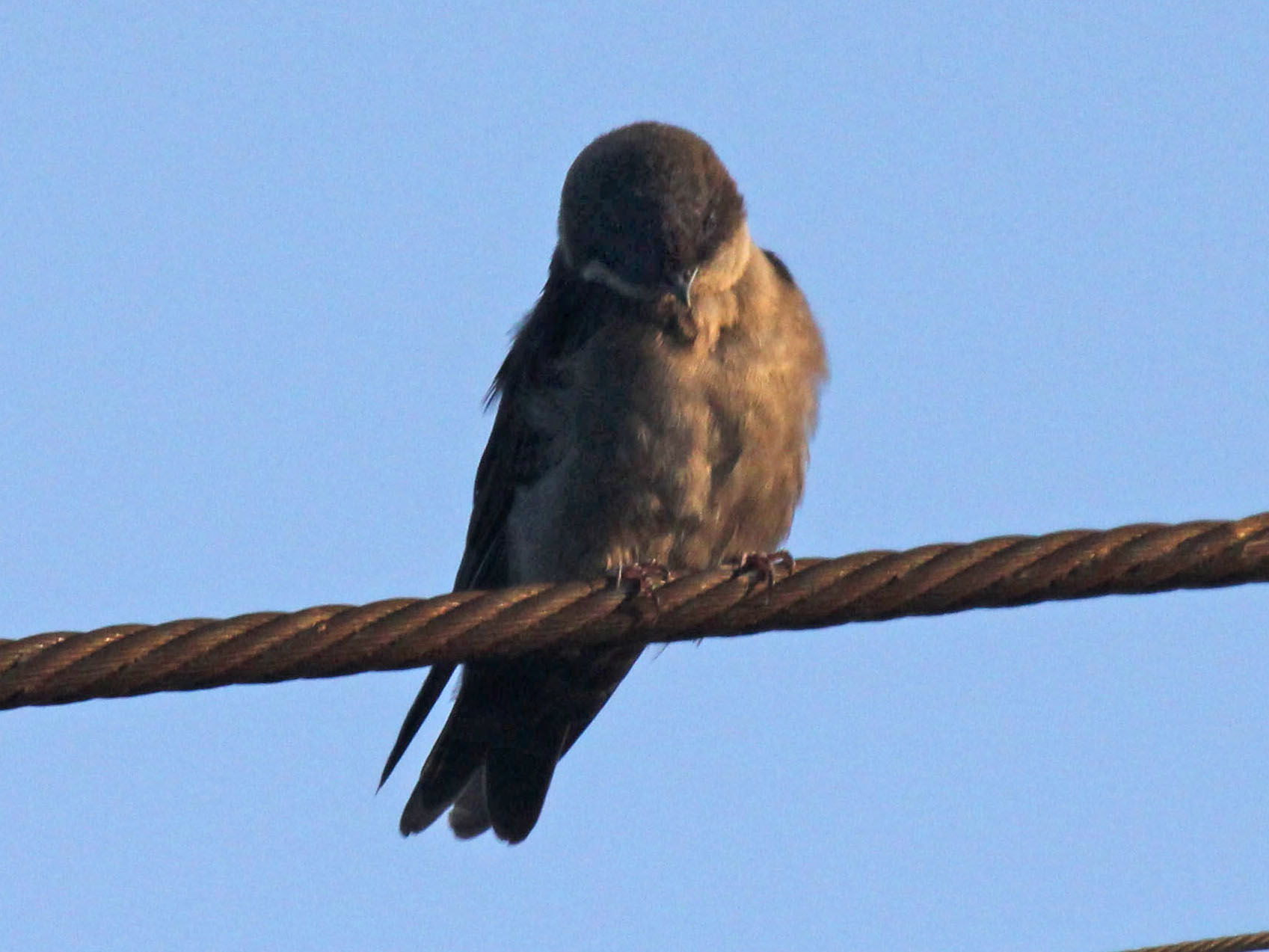
Golondrina ventriparda